# Сен-Жан-де-Тюриньё
Сен-Жан-де-Тюриньё (фр. Saint-Jean-de-Thurigneux) — коммуна во Франции, находится в регионе Рона — Альпы. Департамент — Эн. Входит в состав кантона Рерьё. Округ коммуны — Бурк-ан-Брес.
Код INSEE коммуны — 01362.

## География
Коммуна расположена приблизительно в 380 км к юго-востоку от Парижа, в 22 км севернее Лиона, в 39 км к юго-западу от Бурк-ан-Бреса.

## Климат
Климат полуконтинентальный с холодной зимой и тёплым летом. Дожди бывают нечасто, в основном летом.

## История
Первое упоминание деревни относится к X веку. Во время Великой французской революции была переименована в Линьё (фр. Ligneux).

## Население
Население коммуны на 2010 год составляло 710 человек.
| 1962 | 1968 | 1975 | 1982 | 1990 | 1999 | 2010 |
| ---- | ---- | ---- | ---- | ---- | ---- | ---- |
| 260  | 240  | 273  | 329  | 504  | 554  | 710  |

## Экономика
В 2010 году среди 462 человек трудоспособного возраста (15—64 лет) 385 были экономически активными, 77 — неактивными (показатель активности 83,3 %, в 1999 году было 79,1 %). Из 385 активных жителей работали 369 человек (194 мужчины и 175 женщин), безработных было 16 (10 мужчин и 6 женщин). Среди 77 неактивных 25 человек были учениками или студентами, 32 — пенсионерами, 20 были неактивными по другим причинам.

## Достопримечательности
- Феодальный мотт (XII век). Исторический памятник с 1989 года.[4]

## Фотогалерея

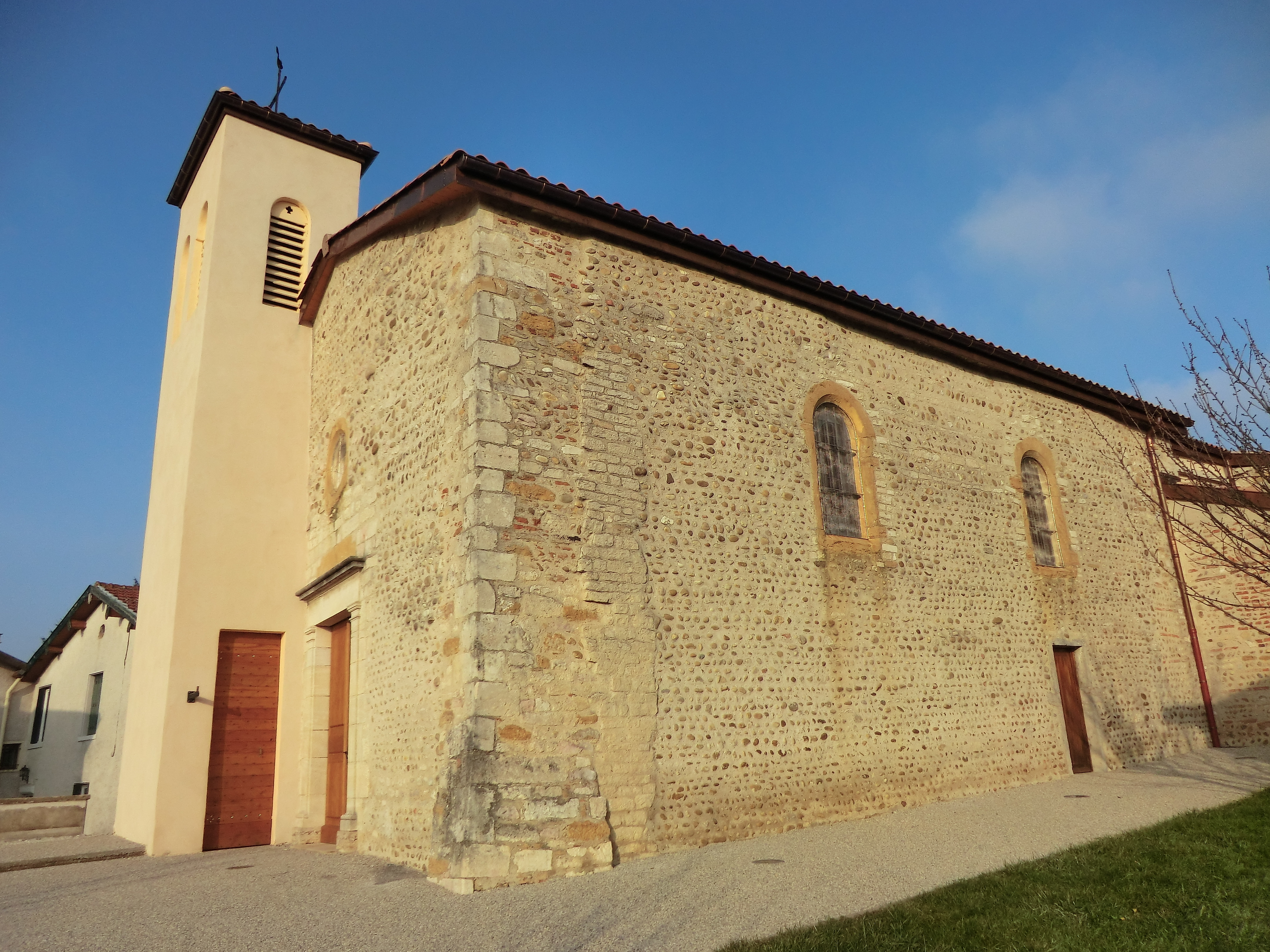
Церковь
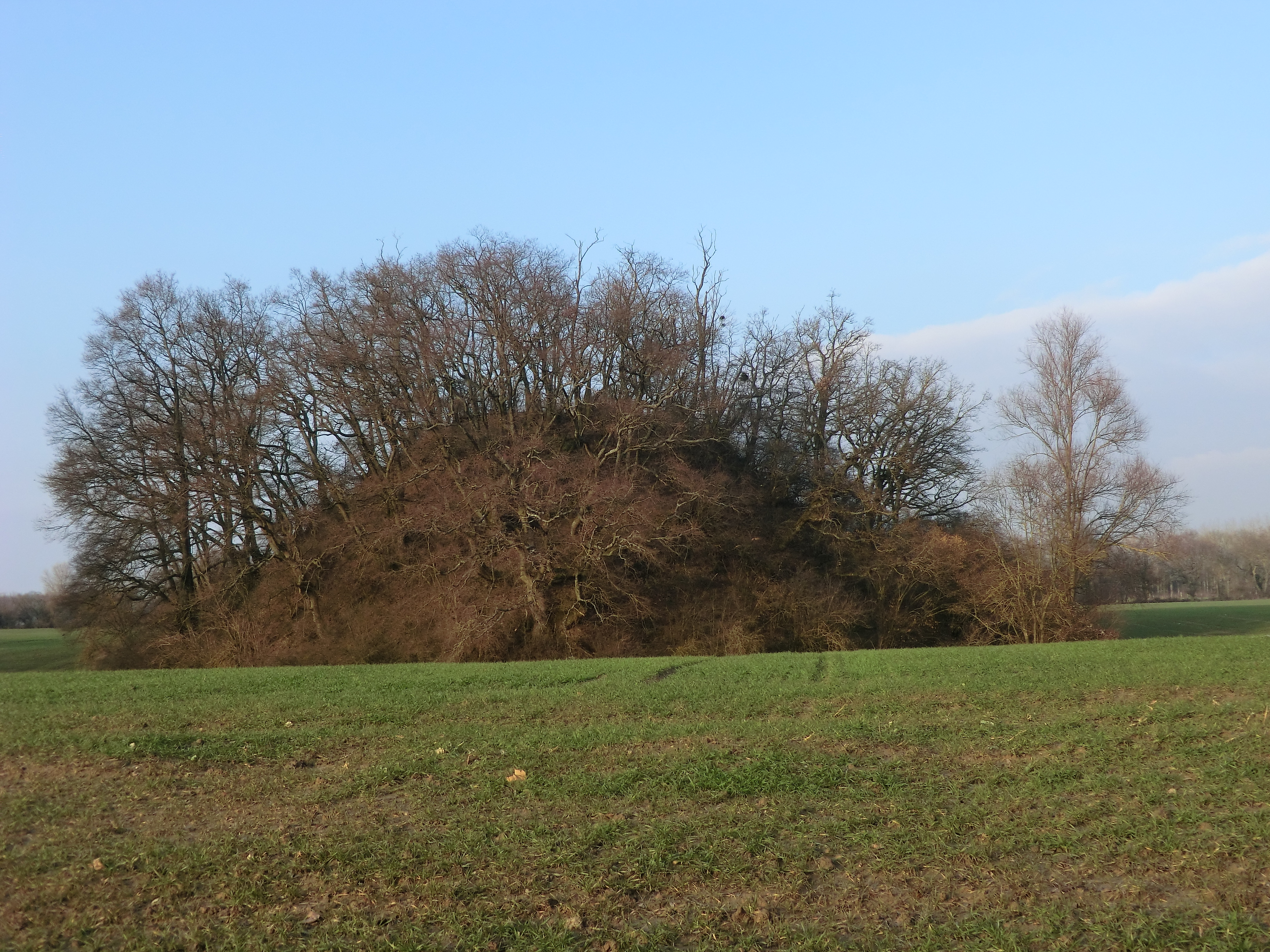
Феодальный мотт
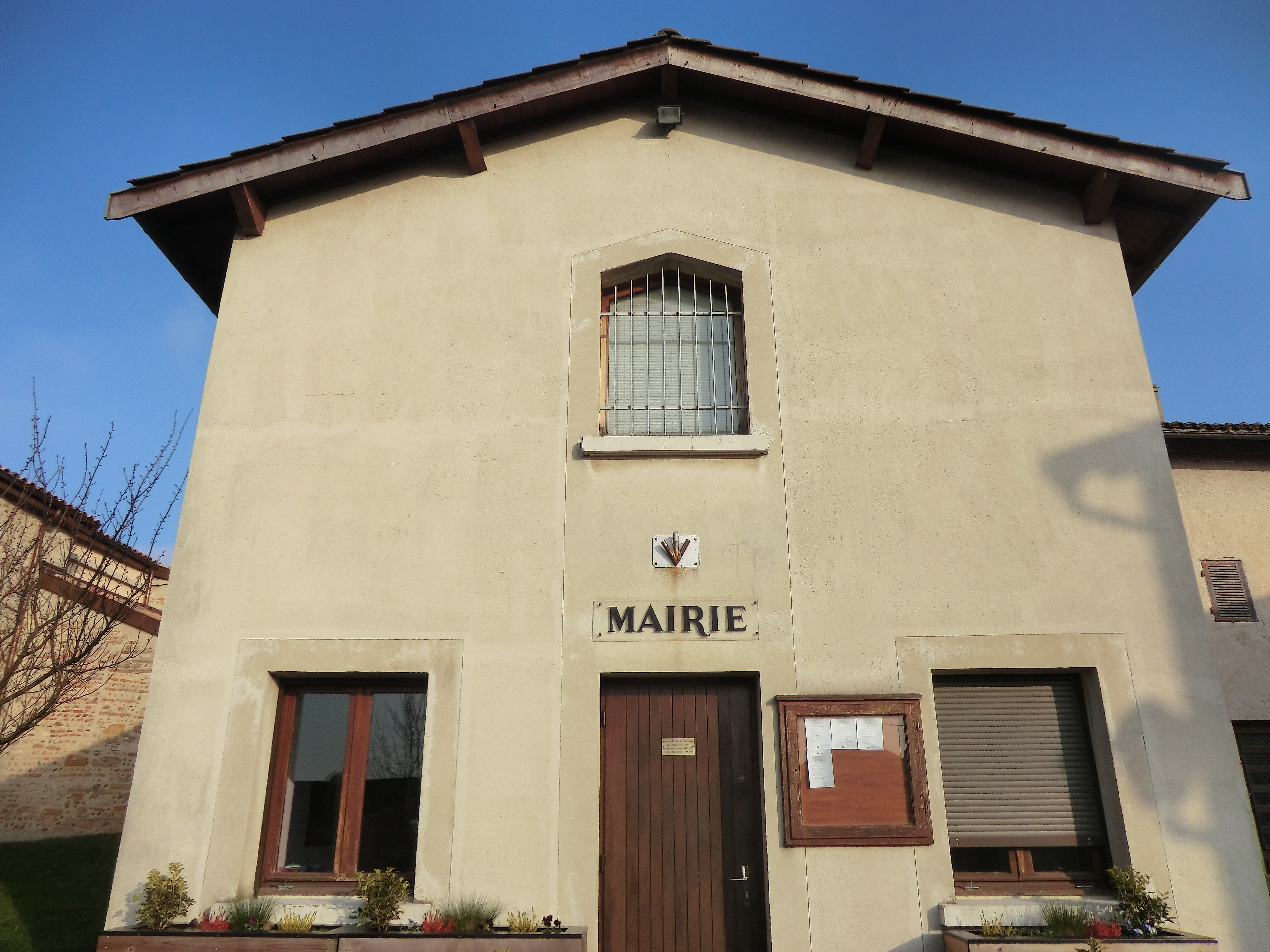
Мэрия
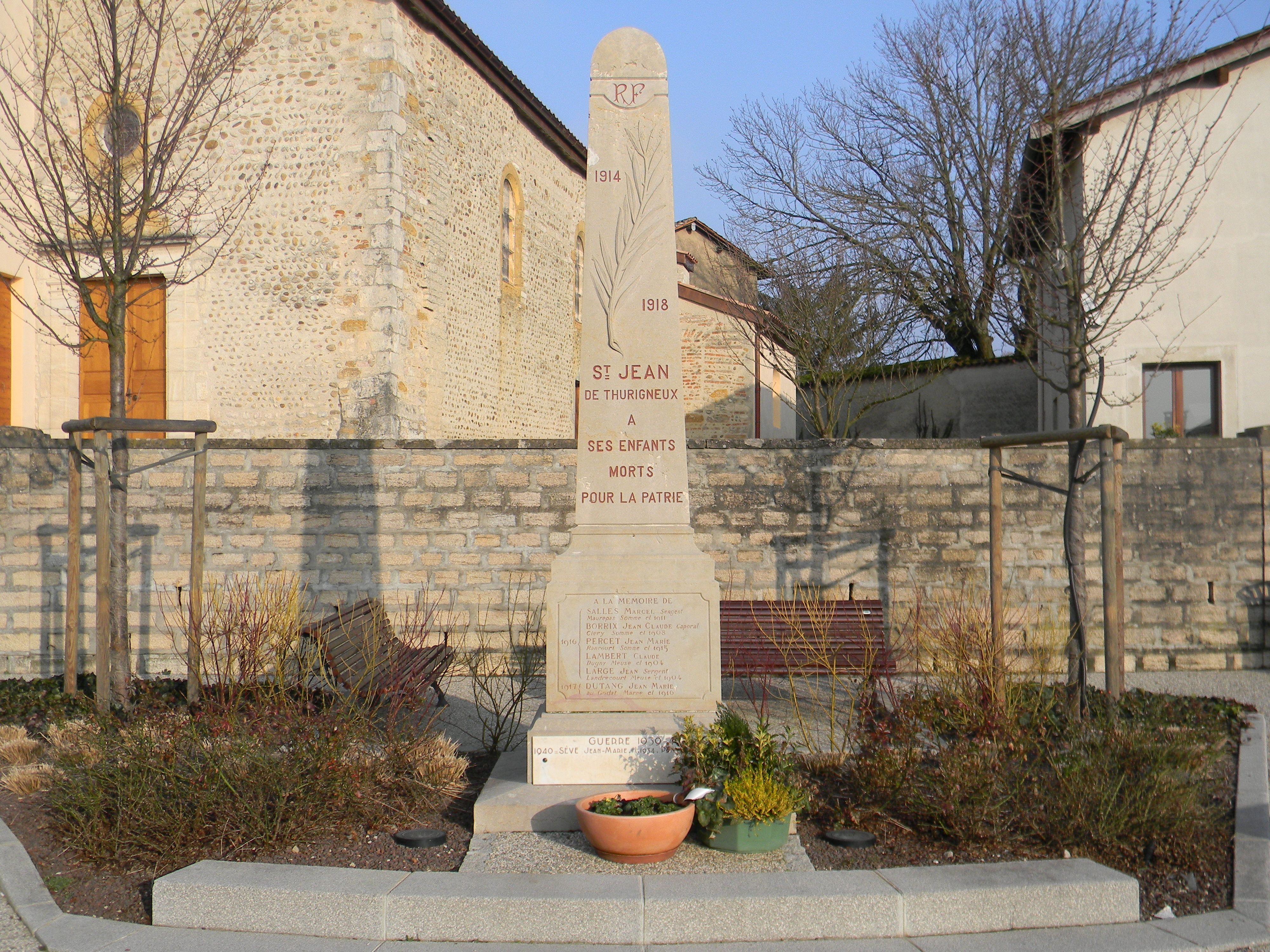
Военный мемориал
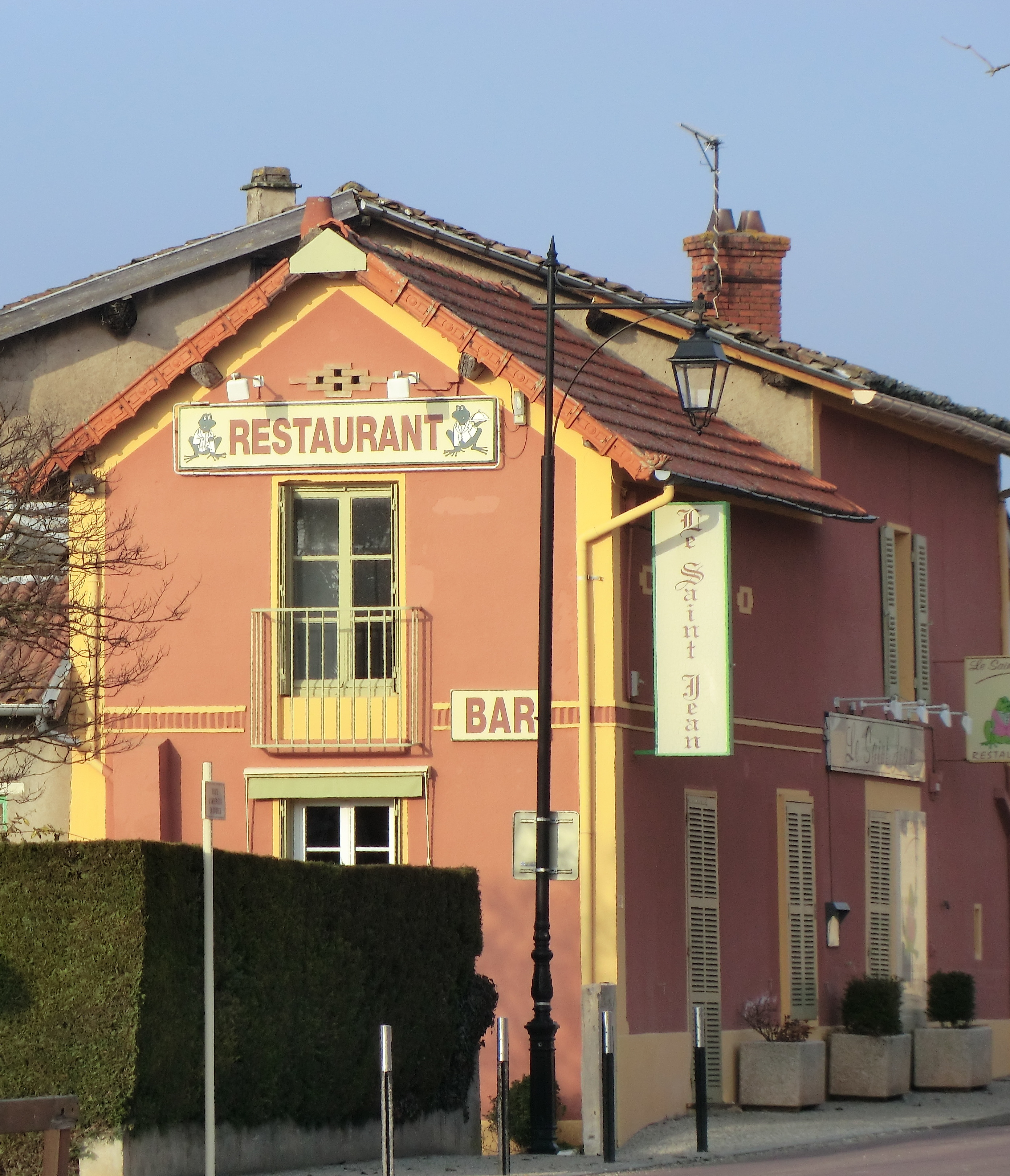
Ресторан
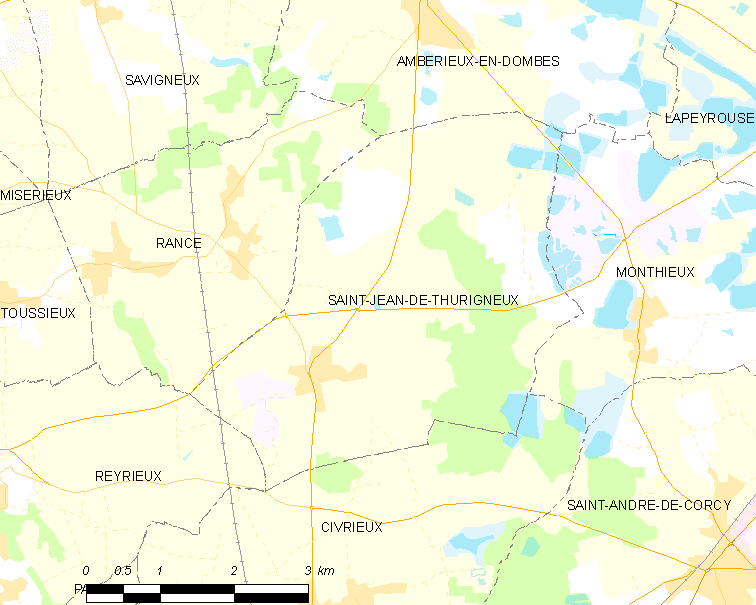
Карта коммуны